# Hadravova Rosička
Obec Hadravova Rosička (německy Hadraw Rositschka) se nachází v okrese Jindřichův Hradec v Jihočeském kraji. Žije zde 52 obyvatel.

## Historie
První písemná zmínka o obci pochází z roku 1549.

## Pamětihodnosti
- Kaple s křížkem

## Galerie

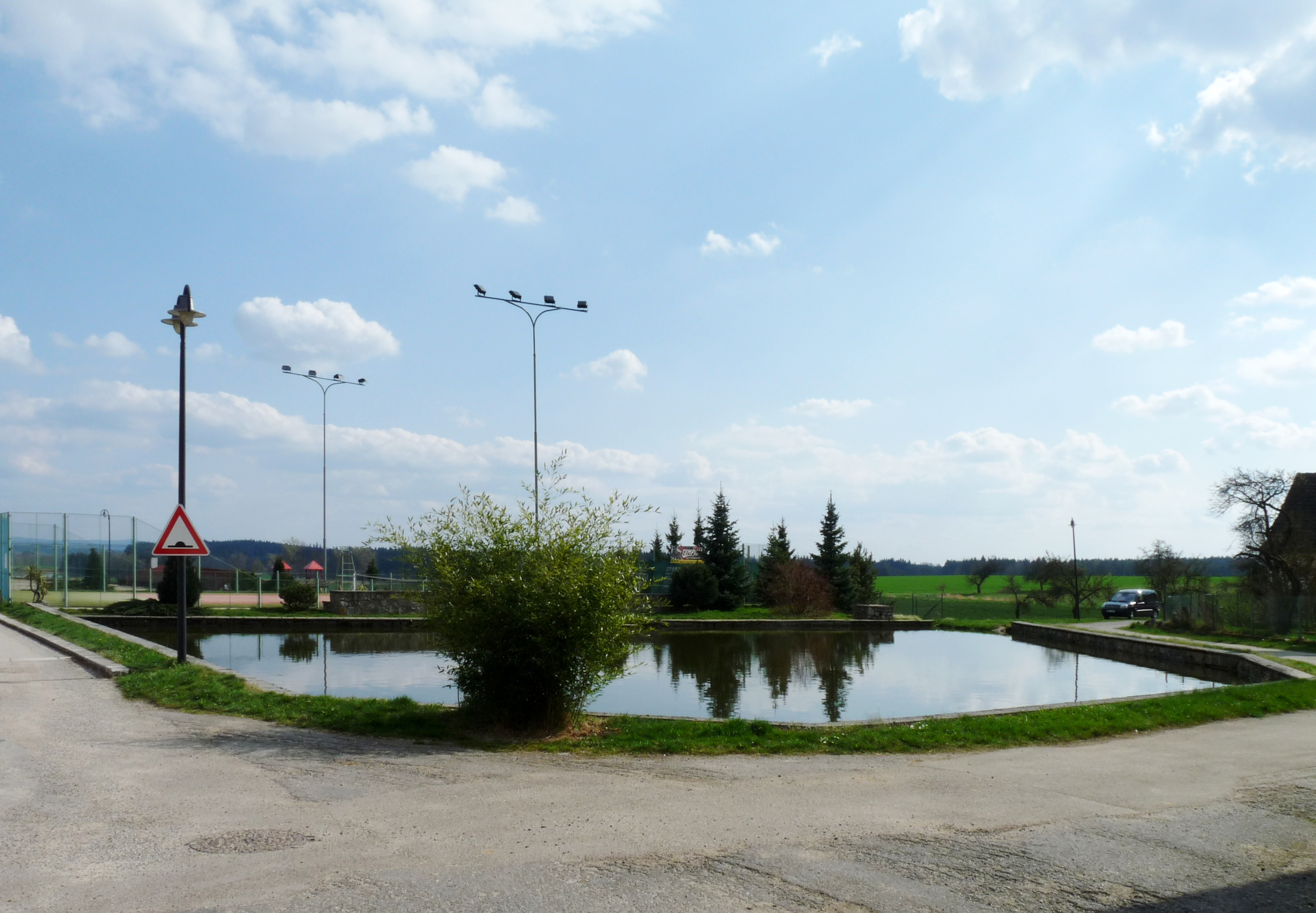
Návesní rybník
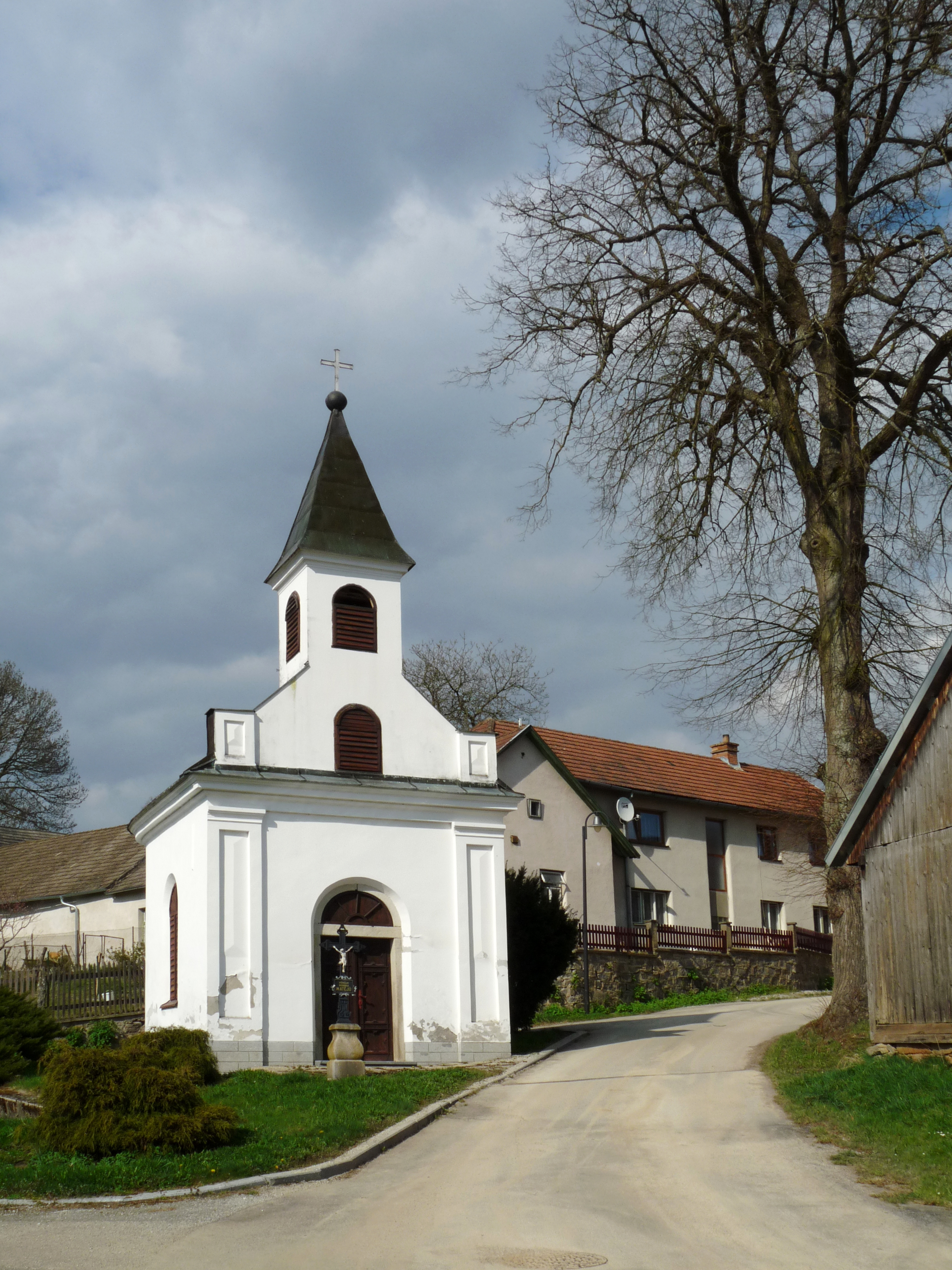
Kaple s křížkem
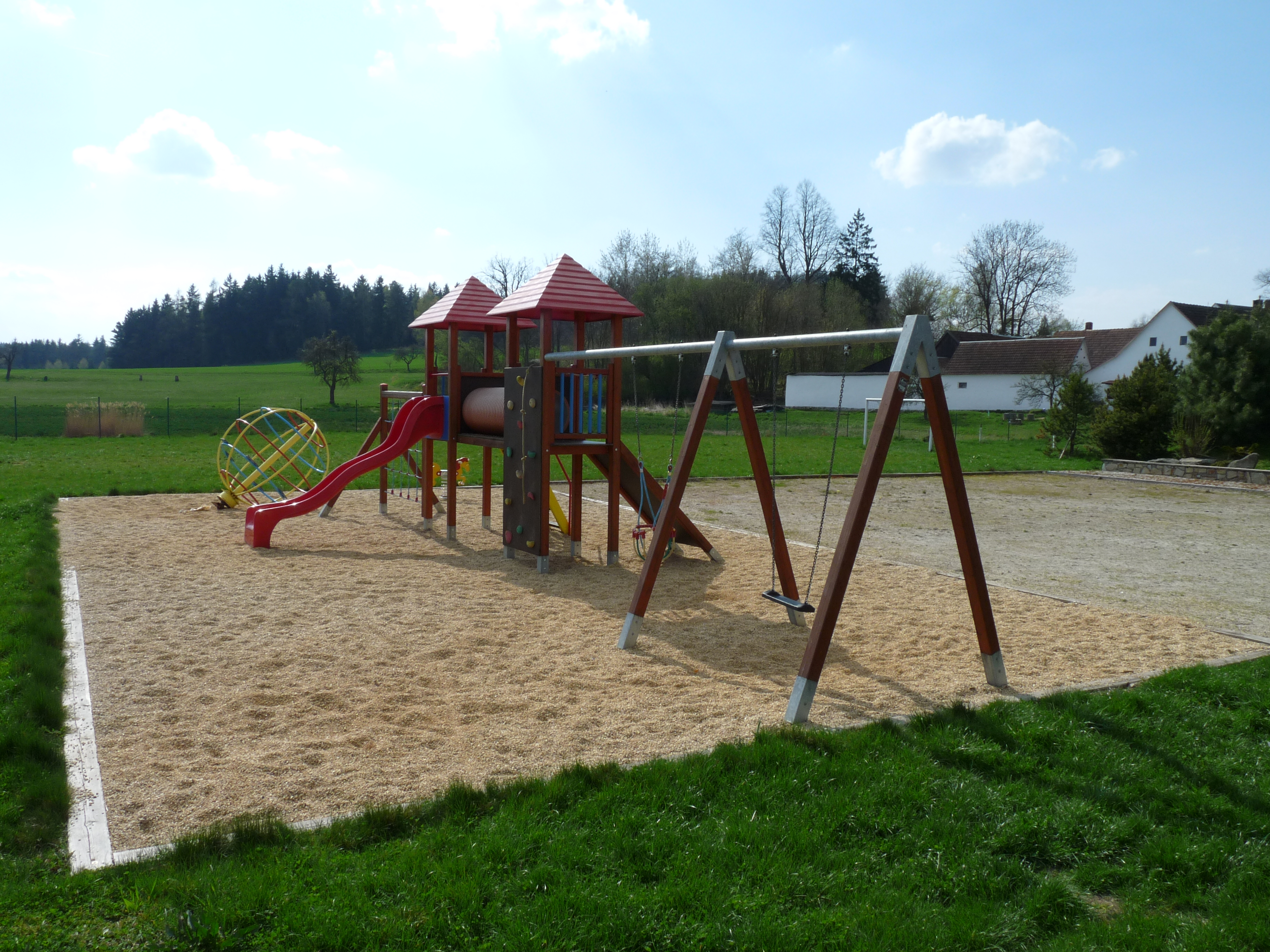
Hřiště
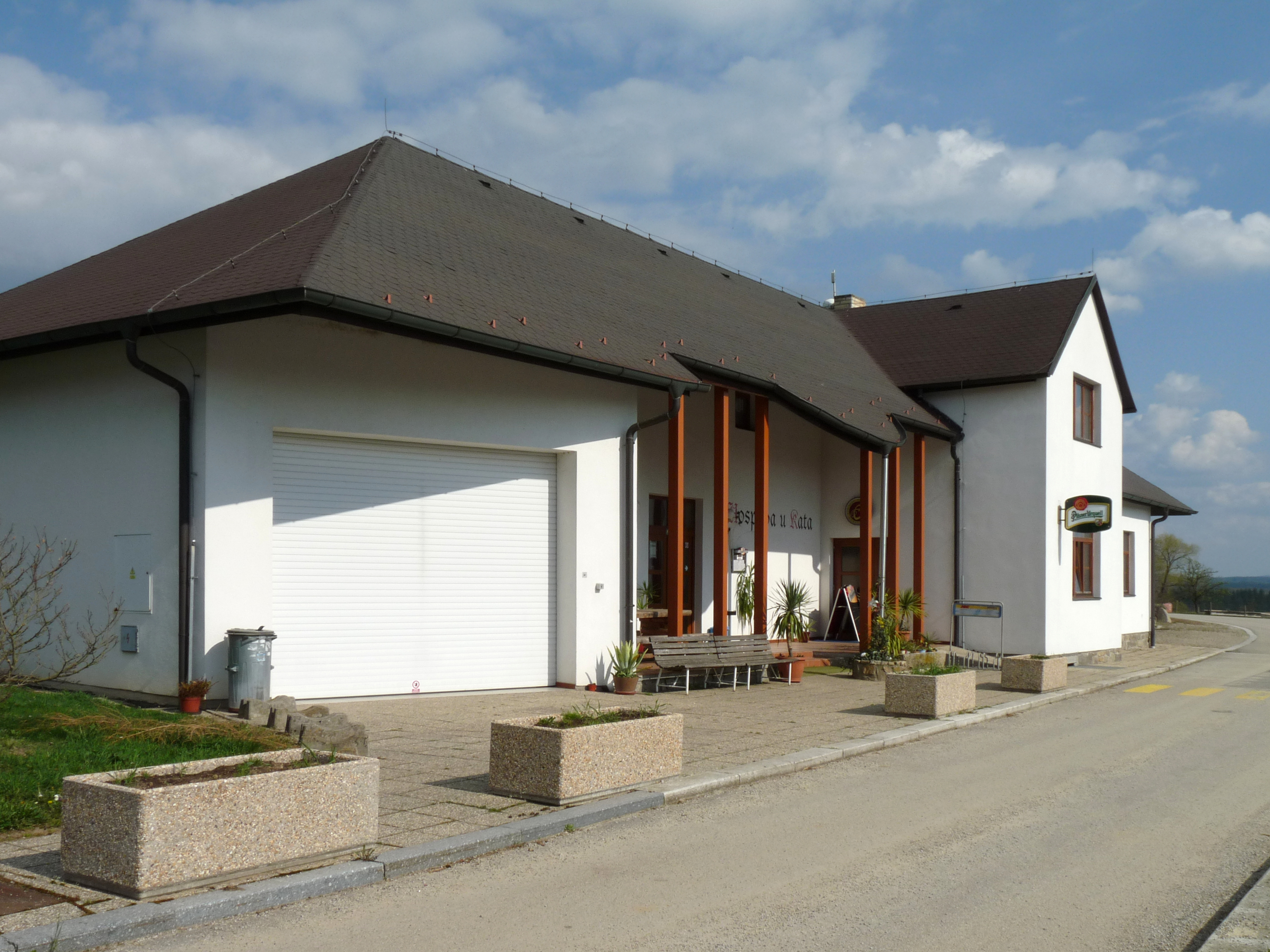
Hospoda
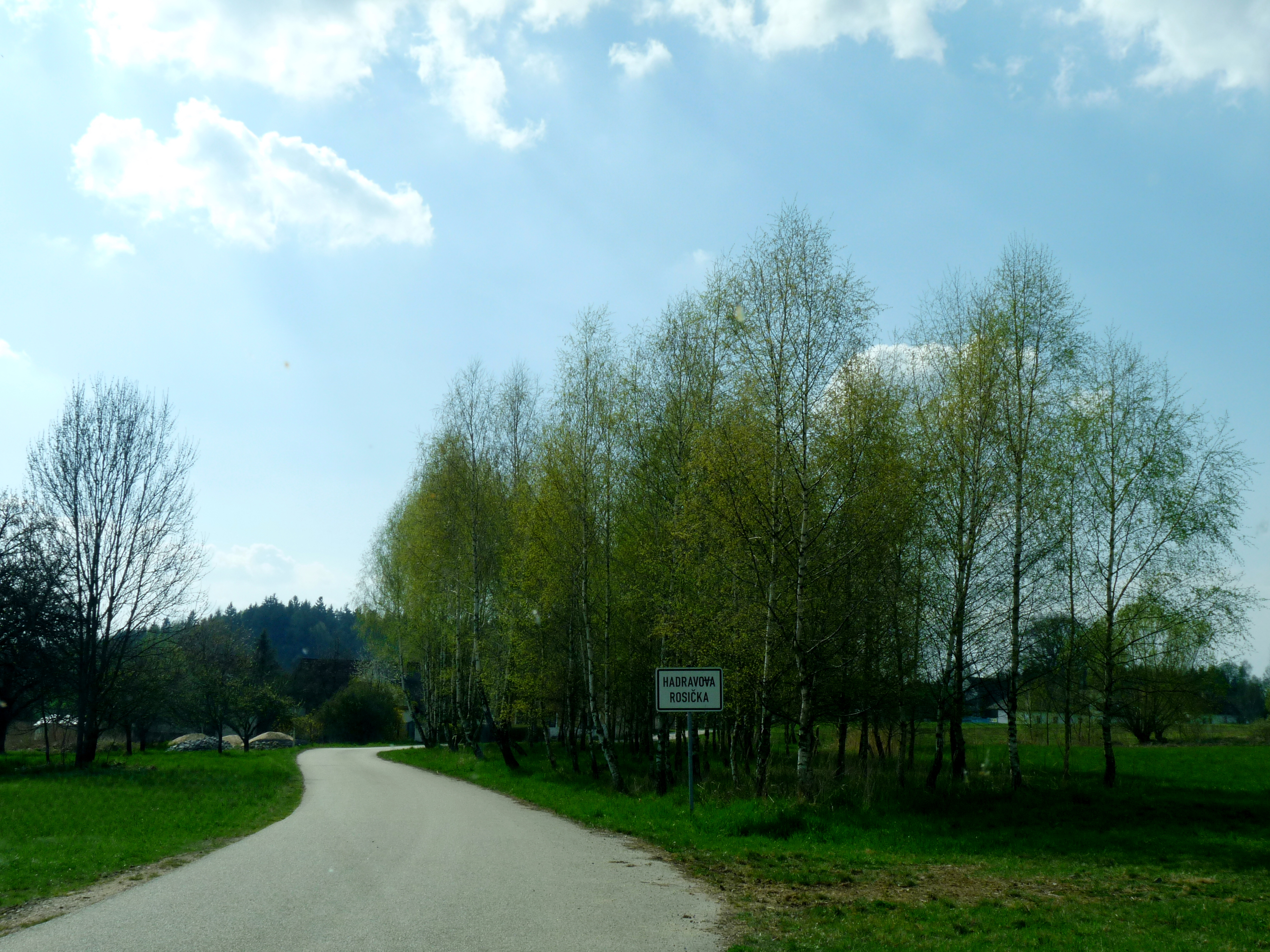
Začátek obce
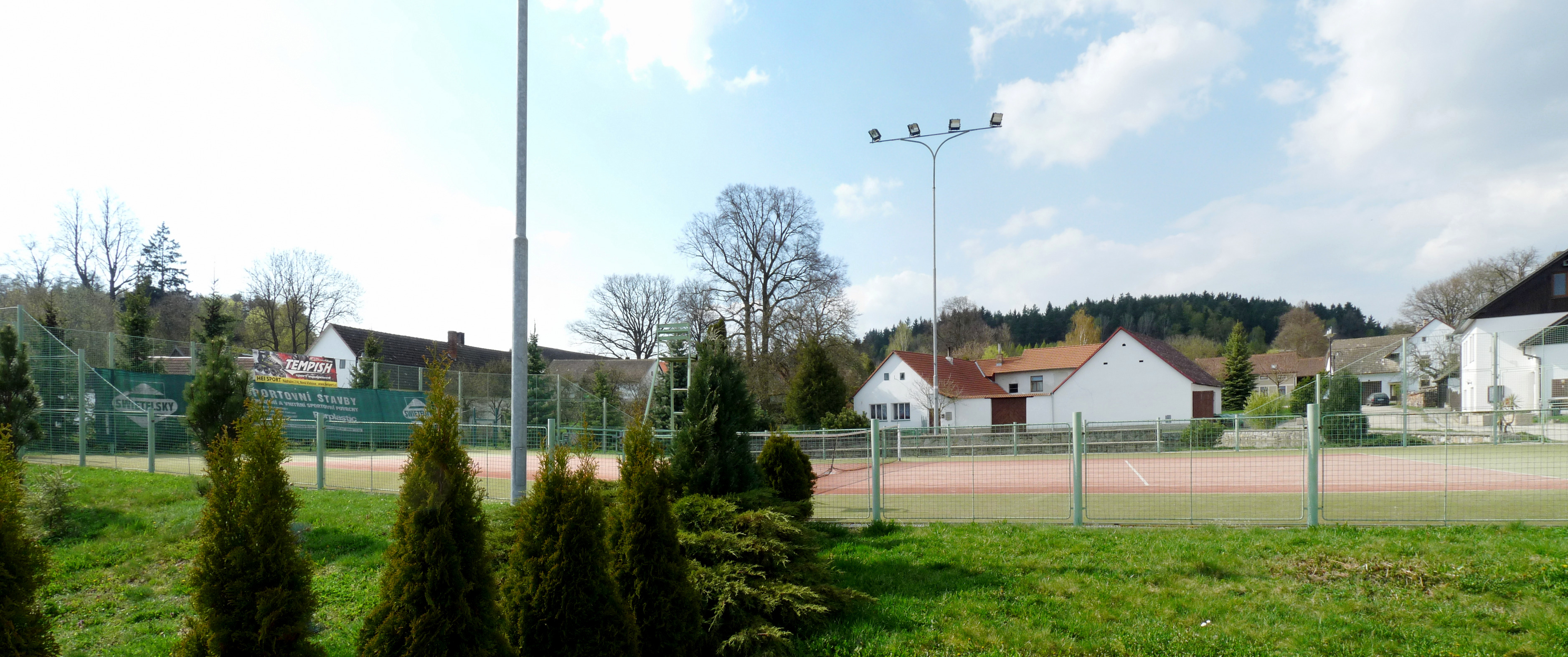
Kurty